# Залетов, Леонид Николаевич
Леонид Николаевич Залетов (1910 — 1 сентября 1943 года) — живописец, художник-график, оформитель. Участник Великой Отечественной войны.

## Биография

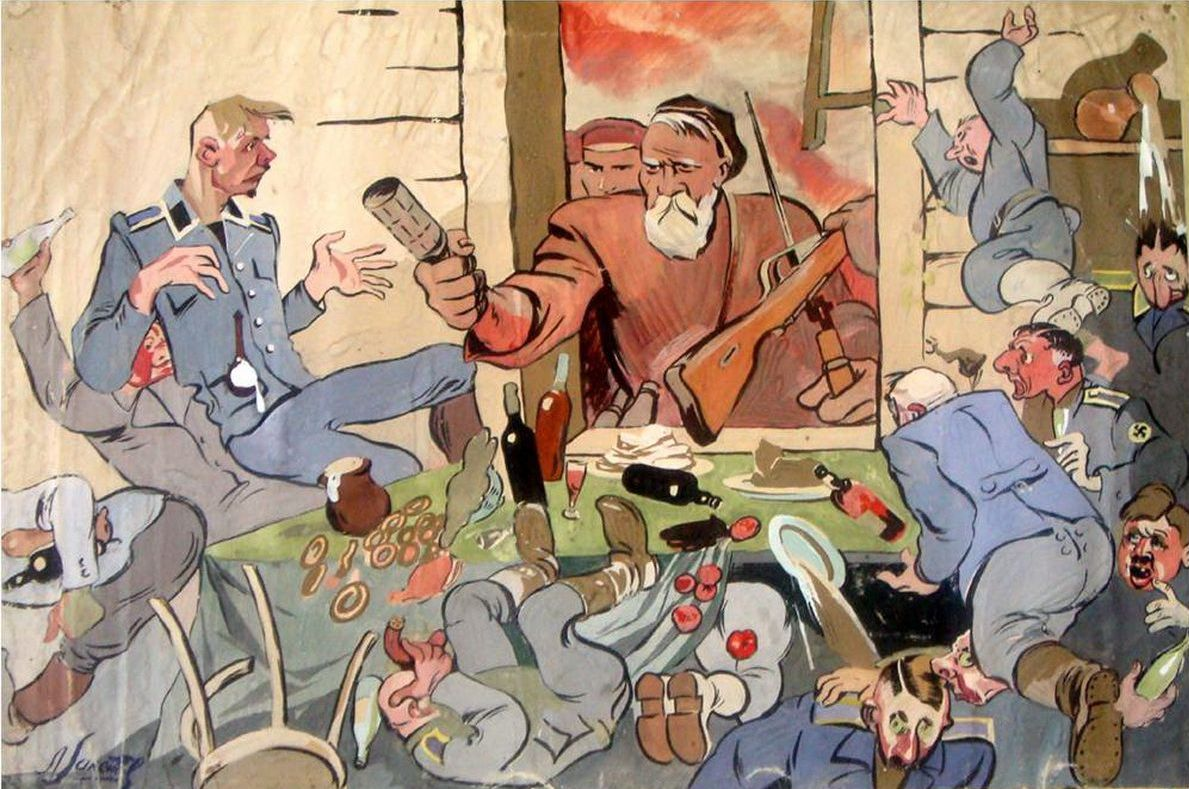
Л. Залетов. Плакат «Конец пирушки»

Залетов Леонид Николаевич родился в 1910 году. Проявив интерес к живописи, занимался в детской художественной студии при политуправлении 5-й армии РККА, потом учился в студии-мастерской у иркутского художника Ивана Лавровича Копылова.
В начале Великой Отечественной войны работал в иркутской мастерской «Окон ТАСС».
Будучи призван в армию, Л. Н. Залётов служил в звании младшего лейтенанта командиром стрелкового взвода 598 стрелкового полка 207 стрелковой дивизии. Погиб в бою 1 сентября 1943 года. Тело художника было перенесено в братскую могилу «Вал Победы» в Дорогобуже.
Произведения Л. Н. Залётова хранятся в Иркутском областном художественном музее.

## Творчество
Как художник, Залетов Леонид Николаевич занимался оформлением городских площадей и интерьеров, создавал живописные произведения. Среди них: «Секретарь Восточно-Сибирского крайкома ВКП(б) М. Разумов среди колхозников» (1937), «Сталин в туруханской ссылке» (1939), плакаты «Снабжение горючим», «Конец пирушки», «Ответ партизан» и «Обрубленный язык» и др.
В 1933 году иллюстрировал детскую книжку «Лисенок Тума» И. И. Молчанова-Сибирского.